# Widi
Pour les articles homonymes, voir WiDi.
Widi est une commune située dans le département de Doulougou de la province du Bazèga dans la région du Centre-Sud au Burkina Faso.

## Santé et éducation
Le centre de soins le plus proche de Widi est le centre de santé et de promotion sociale (CSPS) de Rakaye-Yarcé.